# فريتز هوفمان (سياسي)
فريتز هوفمان (الألمانية السويسرية الموحدة: Fritz Hofmann) هو مصرفي وسياسي سويسري، ولد في 4 مارس 1924 في سويسرا، وتوفي في 24 مايو 2005 في برجدورف في سويسرا. حزبياً، نشط في حزب الشعب السويسري. وقد انتخب عضو المجلس الوطني السويسري.